# Eddi Reader
Eddi Reader, pseudonimo di Sadenia Reader (Glasgow, 29 agosto 1959), è una cantautrice e musicista scozzese.

## Biografia
Nata a Glasgow, è la maggiore di sette figli. Suo fratello Francis è anch'egli cantante nel gruppo Trashcan Sinatras. Da giovane inizia a studiare la chitarre e si esibisce nel circuito busking. Ad inizio carriera ha cantato come corista per i Gang of Four. Nel 1983 si è trasferita a Londra e ha lavorato con Eurythmics, The Waterboys e Alison Moyet. Nel 1984 incontra Mark Nevin e poco dopo dà vita con lui ai Fairground Attraction. La band ottiene grandi successi (su tutti il singolo Perfect) ma si scioglie nel 1989.
Dopo un congedo per maternità, pubblica il suo primo album da solista nel 1992. Il secondo album, l'eponimo Eddi Reader, pubblicato nel 1994, raggiunge la quarta posizione nella Official Albums Chart e le permette di vincere il BRIT Award come miglior artista britannica.
Nel 2003 ha registrato un album con testi scritti dal poeta scozzese Robert Burns. Nello stesso anno ha ricevuto il riconoscimento di Ordine dell'Impero Britannico.

## Discografia
Album
- 1992 - Mirmama
- 1994 - Eddi Reader
- 1996 - Candyfloss and Medicine
- 1998 - Angels & Electricity
- 2001 - Simple Soul
- 2001 - Driftwood
- 2003 - Sings the Songs of Robert Burns
- 2007 - Peacetime
- 2009 - The Songs of Robert Burns Deluxe Edition
- 2009 - Love is the Way
- 2014 - Vagabond
- 2018 - Cavalier
- 2018 - Starlight (EP)

Fairground Attraction
- 1988 - The First of a Million Kisses
- 1990 - Ay Fond Kiss